# Parque natural del Macizo del Montgó
El parque natural del Macizo del Montgó (en valenciano parc natural del Massís del Montgó) es un espacio natural protegido español situado en el noreste de la provincia de Alicante, Comunidad Valenciana, que protege el macizo del mismo nombre, cuya máxima altitud es de 753 m. ocupa terresnos de los municipios de Jávea y Dénia.

## Geografía
Este paraje de 2117,68 hectáreas, que fue declarado parque natural por el gobierno valenciano el 16 de marzo de 1987, se encuentra en la comarca de la Marina Alta, al norte de la provincia de Alicante.
En el año 2002, se aprueba el Plan de Ordenación de los recursos Naturales (PORN), que regula la condición de hacer un desarrollo sostenible en una superficie de 7500 hectáreas. El PORN propone la creación de un perímetro de amortiguación de impactos, con el objetivo de evitar el aislamiento biológico del macizo. En ese mismo año, se crea la figura de reserva de los fondos marinos del Cabo de San Antonio, que protege los fondos de Posidonia oceánica y los fondos rocosos litorales.
Hoy en día, los ciudadanos que viven en el entorno del parque pueden disfrutar de un medio ambiente digno para el desarrollo de su bienestar.
A su importancia paisajística se le une un gran valor botánico y cultural.

### Municipios comprendidos
El área PORN del parque natural comprende los municipios de Denia, Gata de Gorgos, Jávea, Pedreguer y Ondara, mientras que el parque en sí se encuentra repartido entre Jávea y Denia (área principal).

### Orografía
El parque se encuentra en la última estribación de las cordilleras Béticas. A pesar de contar con una altura máxima relativamente modesta, 753 metros, su cercanía al mar (apenas unos centenares de metros) causa un abrupto descenso y un importante impacto visual en el visitante. El macizo está formado por materiales cretácicos, abundando las margas y calizas.
A destacar su cueva principal: la Cueva del Agua, cueva aprovechada por los romanos para abastecer de agua a un retén del ejército del imperio romano. También fue aprovechada por los árabes, los cuales llegaron a construir una especie de presa para almacenar el agua e incluso acequias para distribuirla. En el Montgó, dado su carácter kárstico, existen muchas más cavidades (Cueva del Gamell, Cueva de la Higuera, etc.)

### Clima

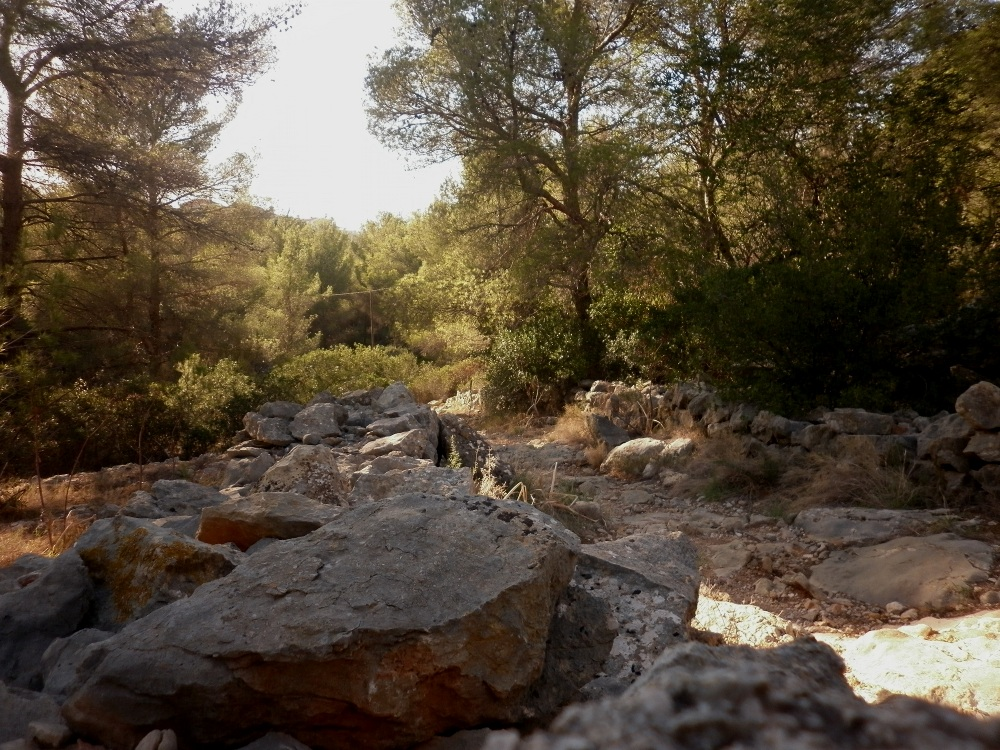
Paisaje característico

El parque presenta un típico clima mediterráneo, con inviernos suaves e incluso fríos dependiendo de la altitud, y veranos calurosos y secos.
Las precipitaciones son escasas, concentrándose sobre todo en la primavera y otoño, habiendo período seco en verano. Pocas veces se presentan en forma de nieve en la sierra.

## Flora
Tiene una flora de más de 650 especies. Esto hace que el Montgó sea una referencia botánica de primer orden. Destacan, entre los más de 80 taxones catalogados como raros, endémicos o amenazados, el Carduncellus dianius o Herba Santa y la Silene hifacensis.
Su situación geográfica y la orientación determinan diferentes ecosistemas, entre los que destacan:
- El pinar, muy reducido debido a los frecuentes e intensos incendios. Está localizado en La Solana y en Les Planes de Jávea. La formación arbórea predominante en el parque era la carrasca, pero ésta se ha degradado en la mayor parte de éste, dando paso a un entorno arbustivo.

- El matorral: la formación vegetal más extensa en el interior del parque, compuesta principalmente por coscoja, lentisco, aladierno, romero, brezo, aliaga y cantueso rizado.

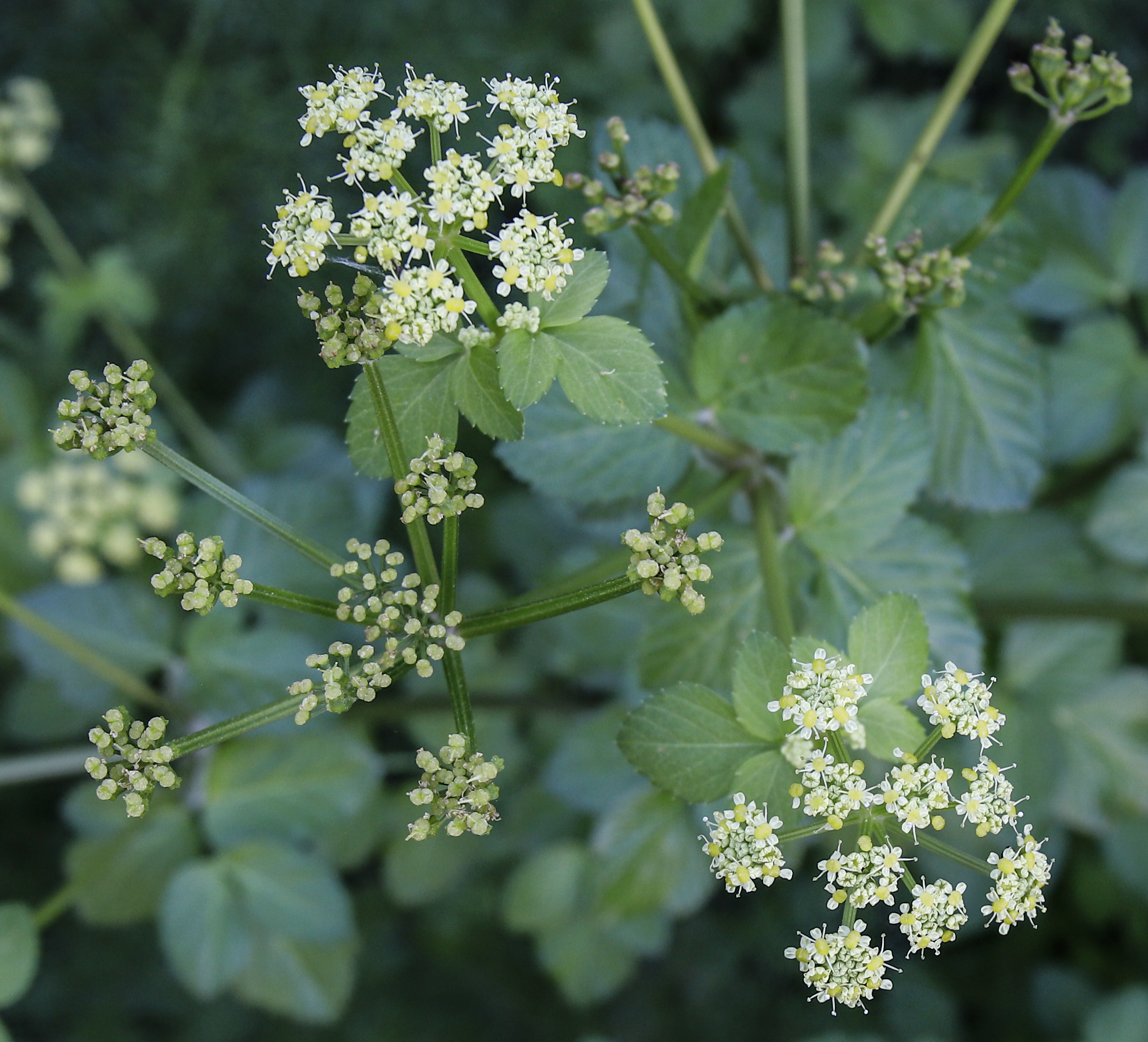
Smyrnium olusatrum
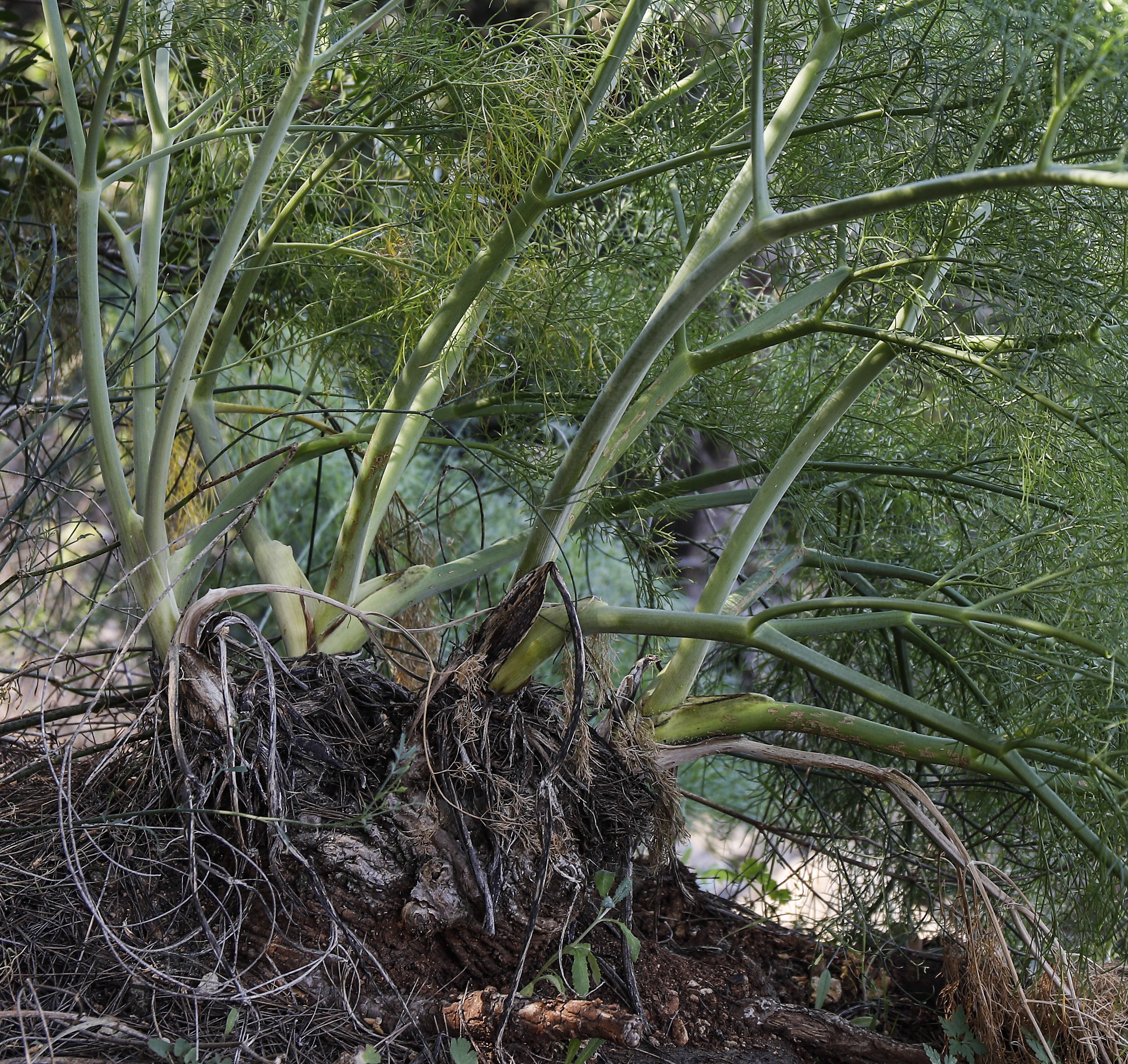
Cañaferla

- Los acantilados marinos, de umbría y de solana, sirven de refugio para los principales endemismos vegetales: Violeta roquera valenciana, Escabiosa rupestre y la Sanguisorba ancistroides, entre otros. En los rellanos de mayor superficie se desarrollan la Sabina negra y el Palmito. En los acantilados del cabo de San Antonio se observan especies como el hinojo marino, la siempreviva, la violeta roquera o la escabiosa rupestre.

- Los cultivos. La agricultura tradicional ha conformado el actual paisaje de viñedos, almendros y naranjos. Actualmente este sistema rodea al parque natural y sirve de refugio y alimento a numerosas especies de fauna.

## Fauna

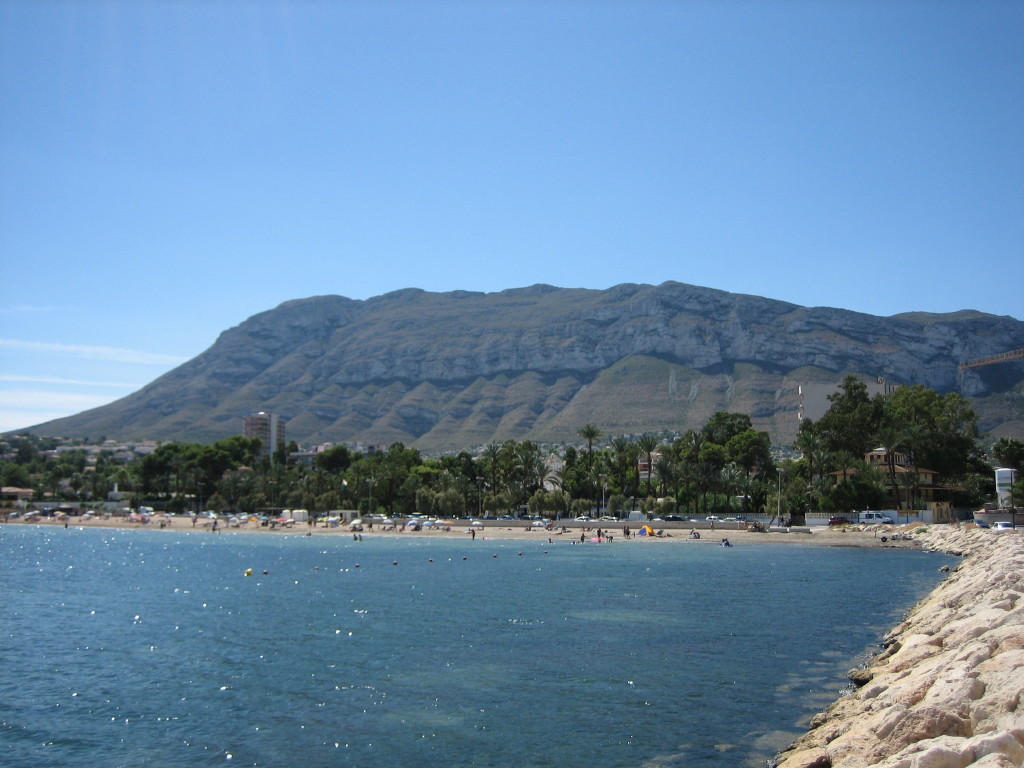
El Montgó visto desde Denia

El Montgó cuenta con más de 150 especies de vertebrados. Entre ellas, la más significativa es el águila perdicera, especie amenazada a nivel europeo. También se puede encontrar entre sus paredones al halcón peregrino, al búho real y al cárabo europeo.
Otras aves que habitan el parque son la gaviota patiamarilla y el cormorán, que busca su alimento en las aguas de la reserva marina del Cabo de San Antonio.
Las características del parque permiten la existencia de especies poco frecuentes en la Comunidad Valenciana, como la gaviota de Audouin, el charrán patinegro, el cernícalo o el halcón peregrino.
Entre los mamíferos es destacable la presencia del jabalí, el conejo, el tejón, la gineta, el zorro y la comadreja.
Están presentes el lagarto ocelado y un amplio espectro de invertebrados que completan, junto con los ecosistemas sumergidos del cabo de San Antonio, una buena representación de la fauna mediterránea.

## Cultura
El Montgó ha estado habitado desde el Paleolítico Superior y su historia está cargada de detalles. Desde las cuevas prehistóricas hasta las colonias agrícolas, pasando por los restos de poblados ibéricos y emplazamientos árabes, captan la atención de aquel que tiene el gusto de visitarlo.

## Accesos
El parque se encuentra atravesado por la carretera CV-736, que enlaza Denia y Jávea, ciudades fácilmente accesibles por la AP-7 y la N-332.